# Wefelpütt

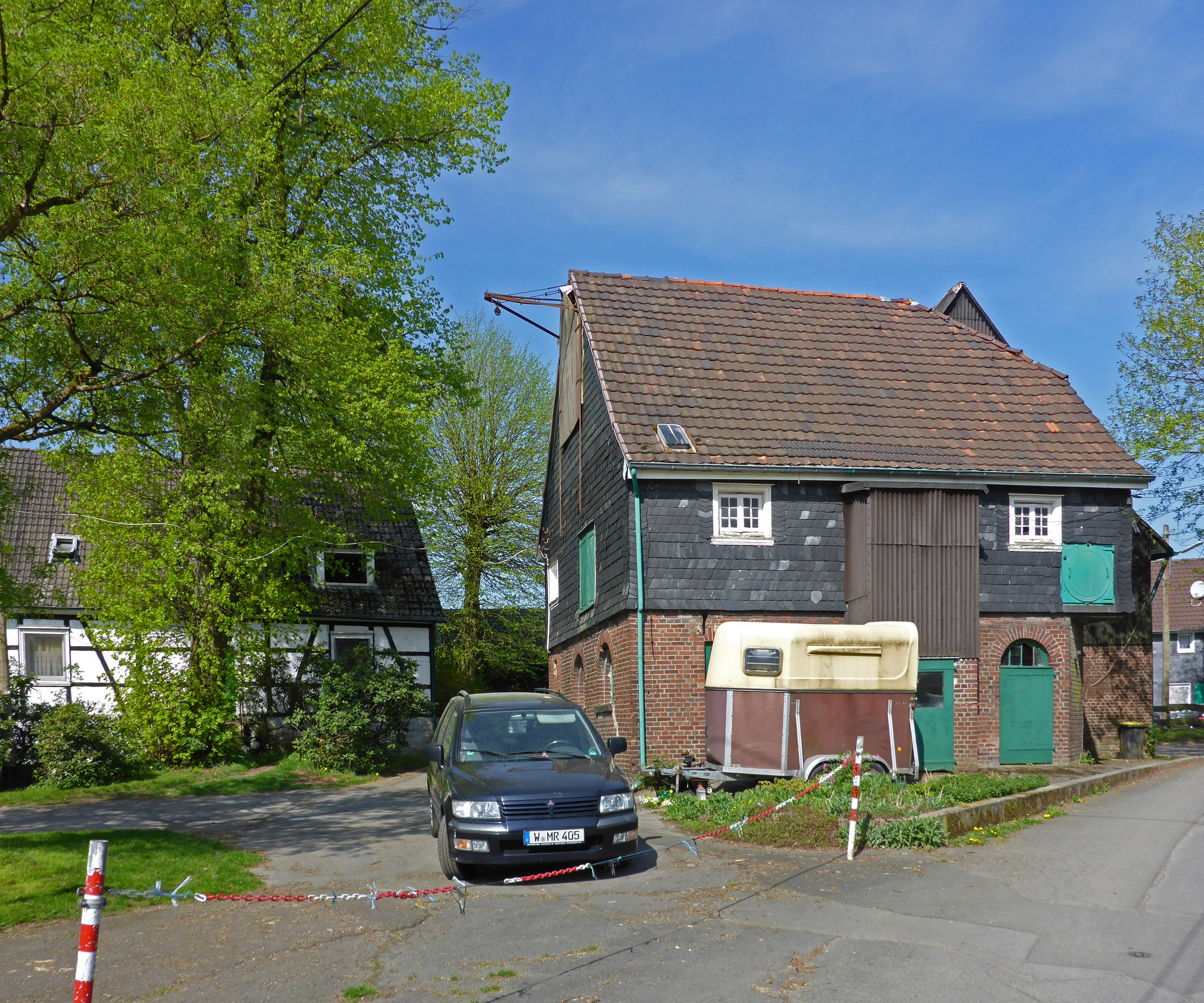
Hofgebäude in der Ortsmitte

Wefelpütt ist eine Hofschaft im Wuppertaler Wohnquartier Herbringhausen im Stadtbezirk Langerfeld-Beyenburg.

## Geografie
Der von agrarisch genutzten Flächen umgebene Ort liegt auf einer Hochfläche auf 299 m ü. NHN östlich des Marscheider Bachtals und südwestlich des Weilers Herbringhausen am Rand des Herbringhauser Waldes. Im überwiegend aus landwirtschaftlichen Betrieben bestehenden Weiler leben in 15 Wohnstätten zusammen 49 Einwohner.

## Etymologie und Geschichte
Der Name Wefelpütt stammt aus der Landausbauepoche in Nachfolge der ersten Landnahme; Pütt (auch Pött) steht dabei als Eigenschaftsname für Lache, Tümpel oder Brunnen, siehe auch Pütt. Wefer wird als Personenname gedeutet, vielleicht könnte auch eine Wortverbindung zu Wibel (mhd.) = Käfer bestehen. 1471 wird der Weiler als Wevelputt und 1715 auf der Topographia Ducatus Montani als Wülpüts bezeichnet.
Im Mittelalter gehörte Wefelpütt zu der Honschaft Garschagen im Amt Beyenburg, zuvor war es bis 1407 als Teil des Kirchspiels Lüttringhausen dem Amt Bornefeld zugehörig. Es war bis 1407 dem Kloster Steinhaus abgabepflichtig und gehörte daher wie auch Steinhaus, Baur, Kemna (bei Oberbarmen) und Ehrenberg vermutlich zu den ab 1298 erfolgten Schenkungen der Bergischen Grafen an das Kloster. 1407 wurde der Hof bis auf eine Holzfuhre von Abgaben an das Kloster befreit. 1547 sind ein bis zwei Wohnstätten belegt. Der Hof war zu dieser Zeit Teil des Hofverbands Mosblech, der ein Allod der bergischen Herzöge war. Ein Hofgut des Wohnplatzes gehörte aber nicht der Honschaft, sondern der Außenbürgerschaft Lennep an.
1815/16 lebten 67 Einwohner im Ort, 13 davon gehörten zur Honschaft Garschagen, 53 zur Außenbürgerschaft Lennep. 1832 war Wefelpütt weiterhin Teil der Honschaft Garschagen, die der Bürgermeisterei Lüttringhausen angehörte, und der Außenbürgerschaft Lennep der Bürgermeisterei Lennep. Der laut der Statistik und Topographie des Regierungsbezirks Düsseldorf als Ackergut bezeichnete Ort besaß zu dieser Zeit elf Wohnhäuser (drei zur Honschaft und acht zur Außenbürgerschaft) und zehn landwirtschaftliche Gebäude (drei und sieben). Zu dieser Zeit lebten 61 Einwohner im Ort (14 und 47), 7 katholischen und 54 evangelischen Glaubens. Im Gemeindelexikon für die Provinz Rheinland von 1888 werden elf Wohnhäuser (drei zu Lüttringhausen und acht zu Lennep) mit 80 Einwohnern (20 und 60) angegeben.

## Wanderwege / Freizeit
In Wefelpütt befindet sich eine Reitsportanlage, die auch zu therapeutischen Zwecken genutzt wird. Im November 2024 wurde ein Gemeinschaftsofen eingeweiht.
Die Wanderwege A4 (Rund um Herbringhausen) und W8 tangieren den Ort nördlich, 300 m Abstecher erforderlich. Ein unbezeichneter Feldweg führt aus der Ortsmitte nach Westen ins Marscheider Bachtal bei Kleinbeek (Anmerk. in 1/2023: Fußgängerbrücke dort seit mehreren Jahren nicht repariert).

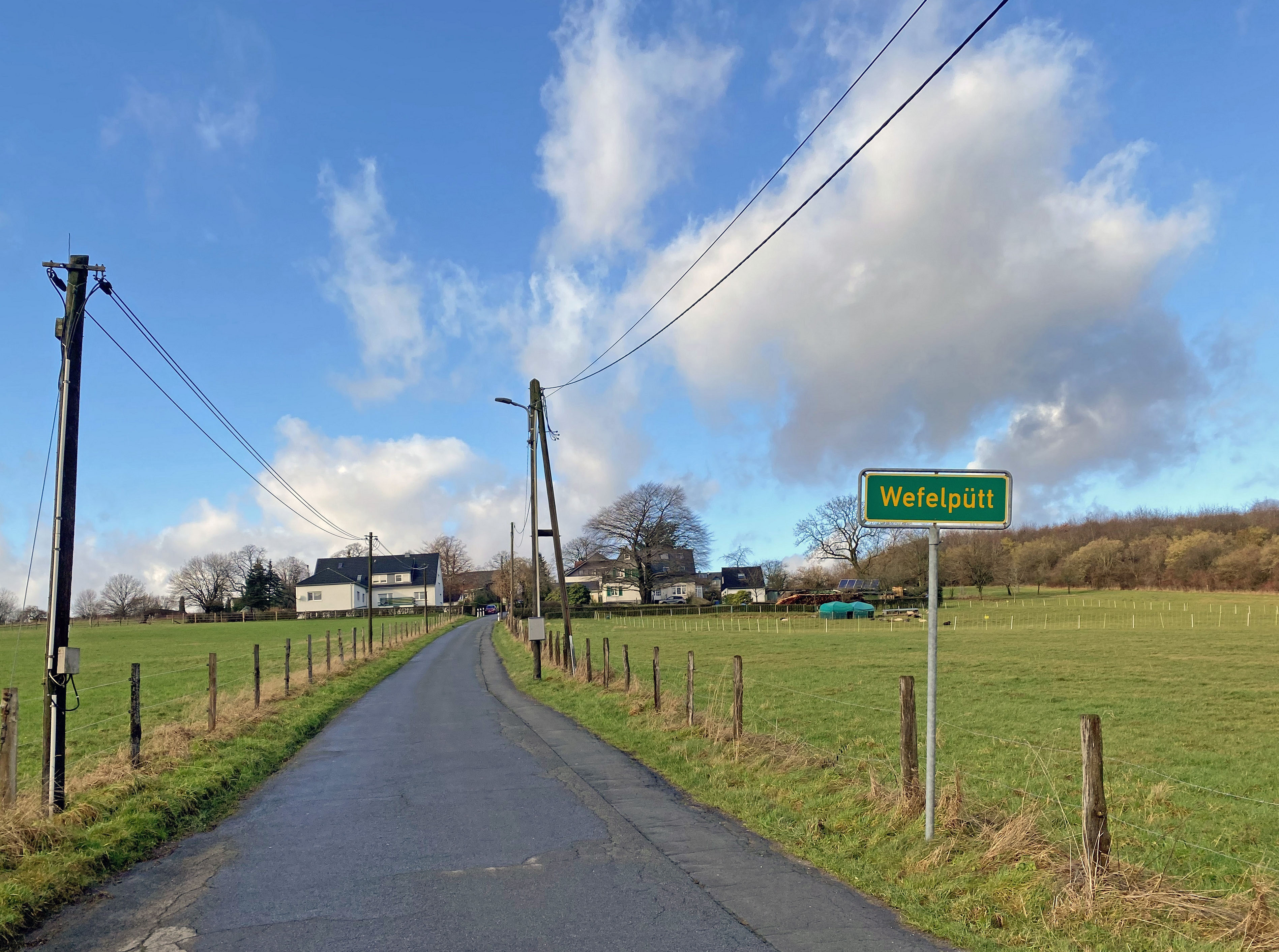
Zufahrt von Herbringhausen
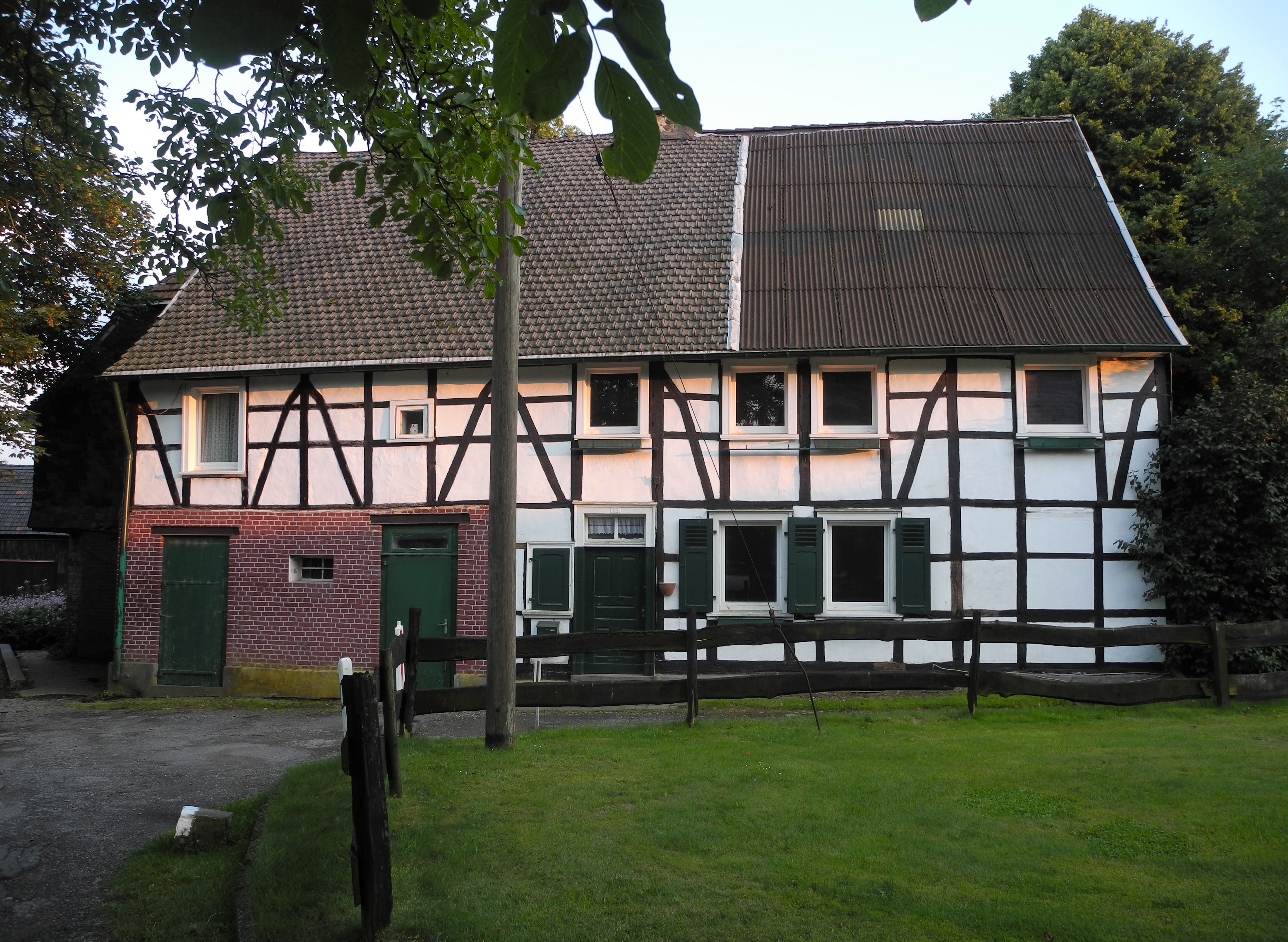
Fachwerkhaus Wefelpütt 13
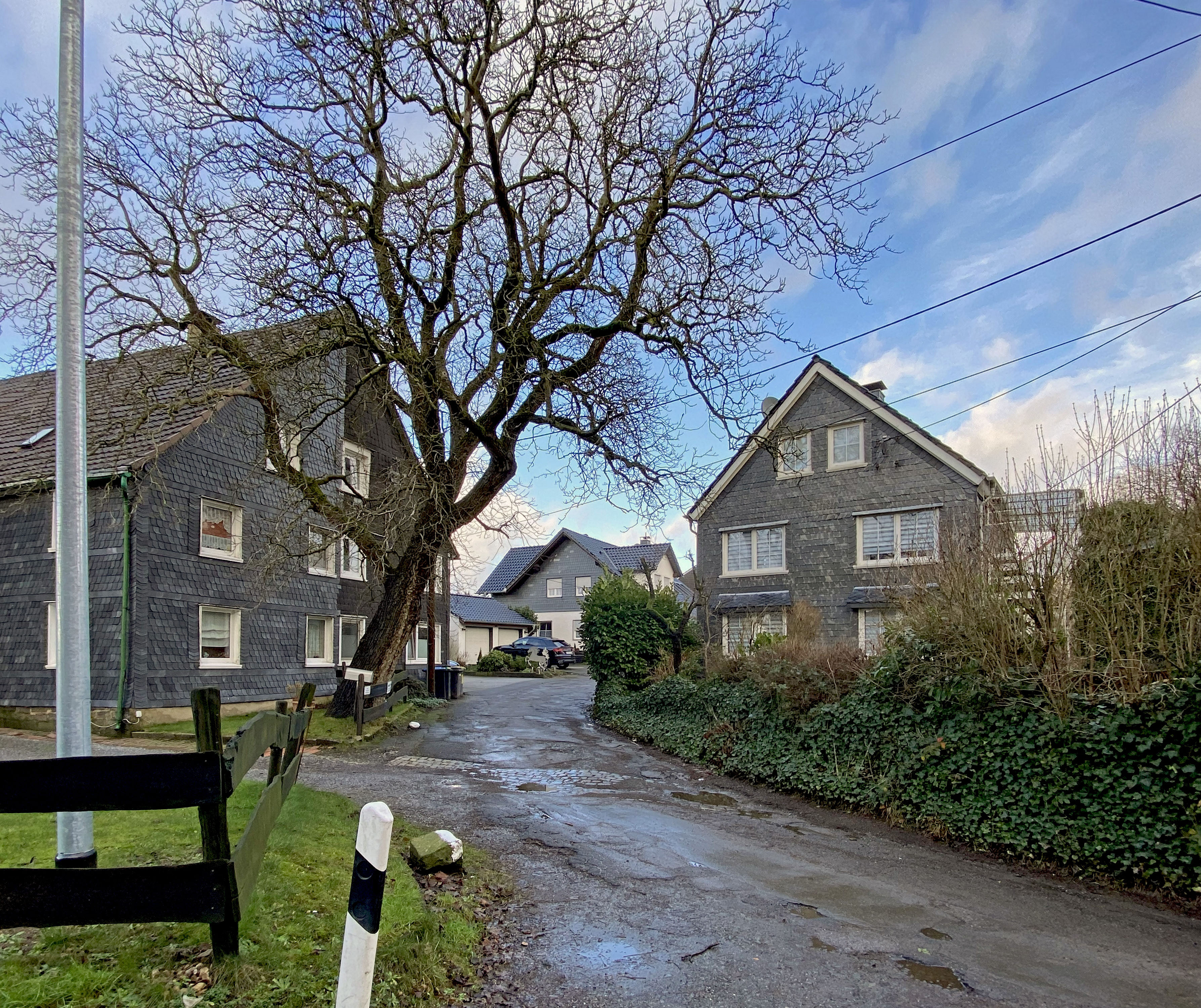
Schieferhäuser in Wefelpütt
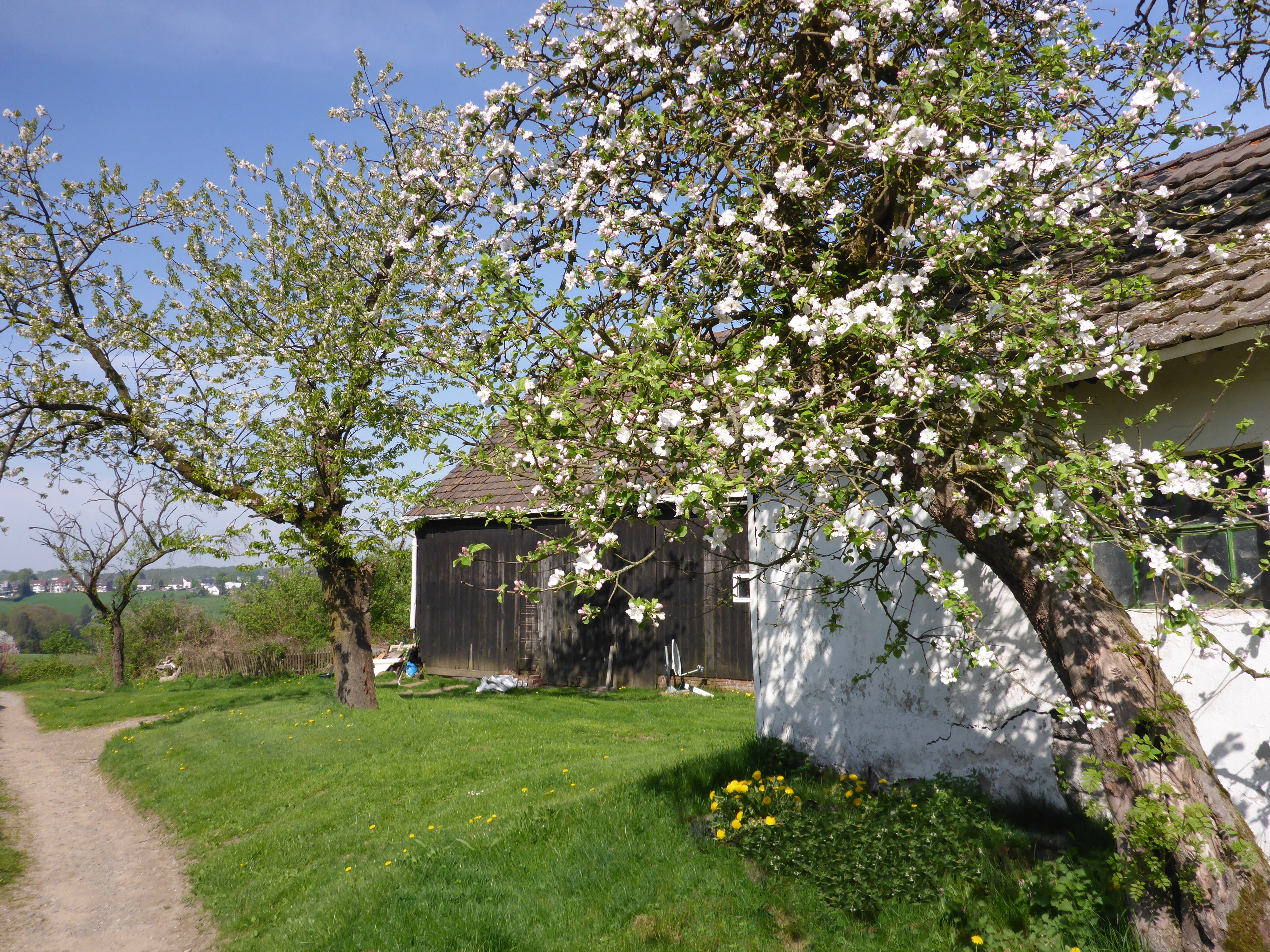
Frühling in Wefelpütt
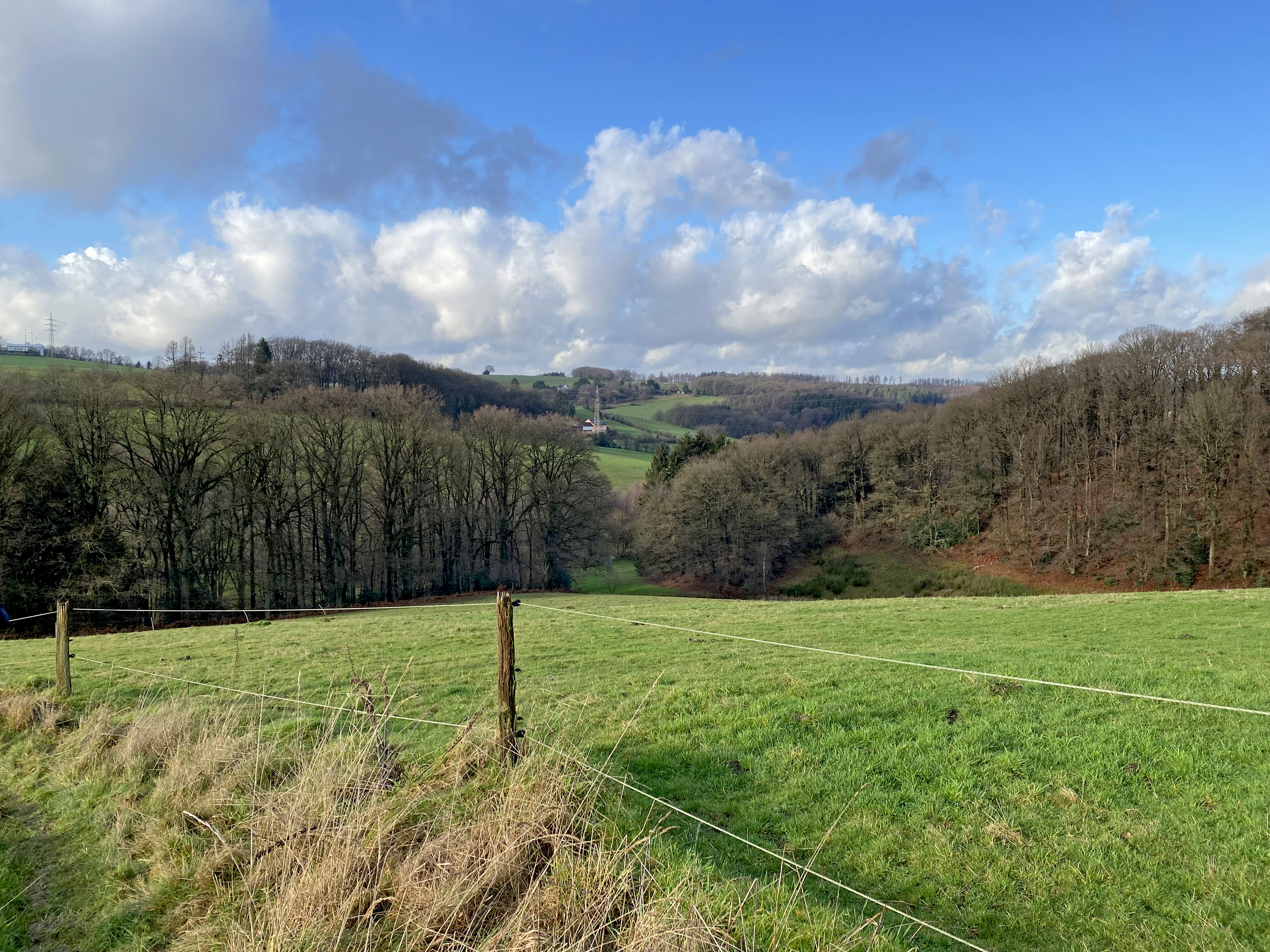
Blick von Wefelpütt nach Marscheid
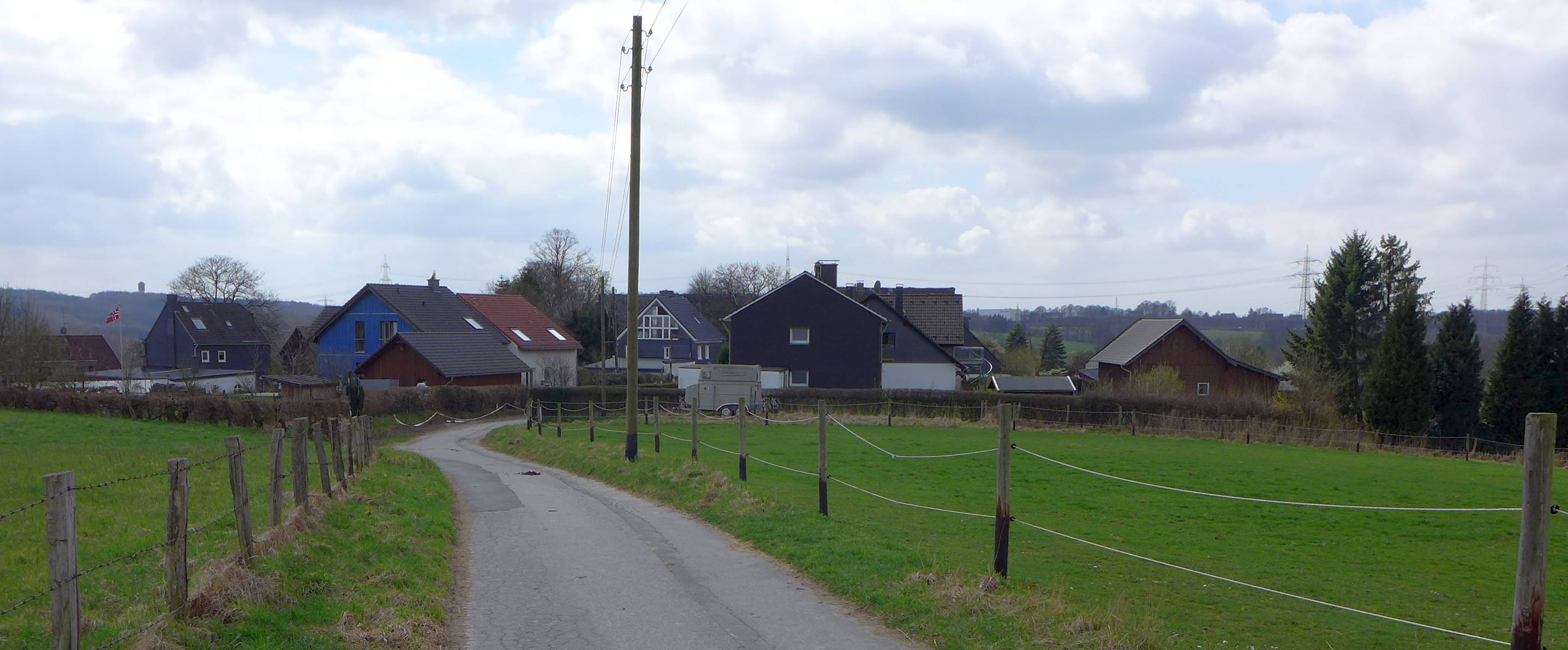
Ansicht von Norden